# Relle Iván
Relle Iván (Győr, 1861. március 9. – Budapest, 1914. november 2.) bölcseleti doktor, posta- és távírási titkár, újságíró, színigazgató. 

## Élete
Relle János és Günther Erzsébet fia. Tanulmányait Győrött és Budapesten végezte. 1878-ban a győri Hazánk, 1880–85-ben a Pesti Napló és 1885-től a Nemzet belső munkatársa volt. 1885-től a Népszínház ellenőreként működött. Egy ideig a fővárosi Magyar Színház, 1899-től pedig a Pozsonyi Városi Színház igazgatója volt. Miután teljesen visszavonult a színházi ügyektől, 1901-től postai titkárként dolgozott. Később mint postatanácsos a kereskedelmi minisztériumhoz került, ahonnan az első világháború idején bevonult katonának. A déli, majd az északi harctéren harcolt.
Írt az aradi Alföldbe (elbeszéléseket), a Délmagyarországi Közlönybe és a Szegedi Hiradóba. Cikkei az aradi Alföldben (1882. A menyecske és A hét története I-III. Fullánk álnév alatt, 1883. Fővárosi tárcza I-II., Egy fotografia története); a Nemzetben (1890. 127. sz. Ujváry Lajos, 1891. 319. Csiky Gergely, 1893. 325. sz. A szökött katona, jubileum a Népszínházban) stb.

## Műfordítása
- Egy férfiú. Regény. Írta Dewall János, ford. Szeged, 1883.

## Színművei
- Árvalányhaj (előadták 1878-ban a műkedvelők Győrött)
- Fityfirity, eredeti népszínmű 3 felvonásban, zenéjét szerezte: Lányi Géza (bemutató: 1890, szeptember 26., Népszínház)
- Márczius 15. (drámai költemény, bemutató: 1892, Népszínház)